# Башкирская АССР в годы Великой Отечественной войны
Башкирская АССР в годы Великой Отечественной войны — положение в республике в годы Великой Отечественной войны (1941—1945) и её роль в победе над немецко-фашистскими захватчиками.
Башкирская АССР в годы Великой Отечественной войны находилась в глубоком тылу. Расположение, общественное устройство, природные и людские ресурсы республики обусловили её роль в победе.

## Мобилизация населения
Перед началом Второй мировой войны в республике проживало 3 млн. 158 тыс. человек.
С первых дней Великой Отечественной войны в военкоматы республики подали заявления тысячи человек. Мужчины, не годные к строевой службе и старшего возраста, забирались в трудовую армию. Из Башкирии в годы войны в трудовую армию было мобилизовано более 106 тысяч человек. Они работали на строительстве Средне-Уральской ГРЭС, на Кировском заводе в Челябинске, на шахтах Свердловской, Пермской и Челябинской областей, на Верхне-Исетском и Ново-Тагильском металлургическом заводах, торфоразработках и др.
Всего с 22 июня 1941 по 19 августа 1944 года в республике было мобилизовано в Красную Армию и Военно-Морской Флот 559671 человек, включая 2971 женщин. Всего в годы Великой Отечественной войны из Башкирии на фронт ушли более 710 тысяч человек, из них около 300 тысяч человек погибло на фронтах войны.
Из них на поле боя пало около 88 500 человек, умерло от ран — 20 000 человек, погибло в плену — 2 265 человек, более 127 000 человек пропало без вести.
С 1 октября 1941 года проводилось обязательное военное обучение мужчин в возрасте от 16 до 50 лет и уже к началу декабря подготовку прошли 83 тысячи военнообязанных. В феврале 1942 года в системе всеобуча были созданы подразделения по подготовке истребителей танков, автоматчиков, пулемётчиков, миномётчиков, кавалеристов, снайперов, связистов, в которых за 1942—1944 годы было подготовлено 30,6 тысяч военнообязанных по различным специальностям. Для подготовки связистов, снайперов и медицинских сестёр также призывались девушки.
В то же время в Башкирии было эвакуировано много людей с западной части страны. Эвакуированы вместе с работниками институты, академия наук Украинской ССР, заводы, фабрики, театры, общественные организации.
28 июля 1945 года в Уфу прибыл первый эшелон с демобилизованными участниками Великой Отечественной войны.

### Военные формирования, образованные на территории республики
В годы войны в Башкирской АССР параллельно создавались национальные воинские части и соединения. Такими частями были 112-я и 113-я кавалерийские дивизии, 1292-й истребительный противотанковый артиллерийский полк, 74-я и 76-я кавалерийские дивизии, 219-я (2-го формирования) Идрицкая стрелковая дивизия, Кременчугско-Александрийская стрелковая дивизия, Невельская стрелковая дивизия, Перекопская стрелковая дивизия, Львовский минометный полк, Брестская стрелковая дивизия. В 1941 году в Уфе было открыто Уфимское пехотное училище.
- 2 я запасная кавалерийская бригада − дислокация, г. Уфа;
- 4 я стрелковая Башкирская учебная бригада − формирование, г. Уфа;
- 16-я (112-я) гвардейская Башкирская кавалерийская дивизия − формирование, г. Уфа;
- 17-я запасная стрелковая бригада − дислокация, г. Уфа;
- 21-я (361-я) гвардейская стрелковая дивизия − формирование, г. Уфа;
- 40-я отдельная минометная бригада − формирование, г. Уфа; 87-я (300-я ) гвардейская стрелковая дивизия − доукомплектование, п.Кандры, п.Буздяк;
- 113-я кавалерийская дивизия − формирование, г.Благовещенск, п. Туймазы;
- 124-я стрелковая бригада − формирование, г. Белебей, ст.Аксаково;
- 134-я отдельная стрелковая бригада − формирование, п.Кандры, п.Буздяк;
- 170-я (439-я) стрелковая дивизия − формирование, г.Стерлитамак;
- 186-я стрелковая дивизия − формирование, г.Уфа; 214-я стрелковая дивизия − формирование, г.Уфа;
- 219-я стрелковая дивизия − формирование, п.Красноусольск;
- 9-й запасной кавалерийский полк − формирование, п.Туймазы;
- 15-й кавалерийский полк − формирование, п.Туймазы;
- 23-й отдельный запасной полк связи − дислокация, с.Аллагуват;
- 25-й отдельный бронедивизион в составе бронепоездов "Уфа", "Полководец Суворов", "Александр Невский", "Салават Юлаев", г.Уфа;
- 27-й запасной стрелковый полк − дислокация, п.Алкино;
- 30-й запасной артиллерийский полк − дислокация, лагерь Осоавиахима;
- 30-й запасной стрелковый полк − дислокация, лагерь Осоавиахима;
- 97-й запасной стрелковый полк − формирование, г.Уфа; 120-й минометный полк РГК − формирование, п.Буздяк;
- 121-й минометный полк РГК − дислокация, п.Буздяк;
- 122-й минометный полк РГК − дислокация, п.Буздяк;
- 123-й минометный полк РГК − дислокация, п.Буздяк;
- 134-й минометный полк РГК − дислокация, п.Тавтиманово;
- 144-й минометный полк РГК − дислокация, п. Тавтиманово;
- 366-й запасной стрелковый полк − дислокация, п.Алкино;
- 1097-й пушечный артиллерийский полк − дислокация, п.Буздяк;
- 1098-й пушечный артиллерийский полк − дислокация, п.Буздяк;
- Центральный радиоузел Разведывательного управления Генерального штаба РККА − дислокация, г.Уфа;
- Центральная радиосвязь Особого назначения Разведывательного управления Генерального штаба РККА − дислокация, г.Уфа;
- Эвакоуправление № 97 − дислокация, г.Уфа;
- Высшая военная академия им. К.Е.Ворошилова − дислокация, г.Уфа;
- Военно-политическая академия им. В.И.Ленина − дислокация, г.Белебей;
- Уфимское военное пехотное училище − дислокация, г.Уфа;
- Сорочинское пулеметное училище − дислокация, г.Благовещенск;
- 2-е Ленинградское артиллерийское училище − дислокация, г.Белебей;
- Училище воздушного наблюдения, оповещения и связи − дислокация, г.Бирск;
- Рижское военное пехотное училище − дислокация, г.Стерлитамак;
- Севастопольское зенитно-артиллерийское училище − дислокация, г.Уфа;
- Военно-авиационное училище разведчиков ВВС Красной Армии − дислокация, г.Давлеканово;
- Военная авиационная аэрофотограмметрическая школа − дислокация, г.Давлеканово;
- Курсы усовершенствования командного состава Красной Армии "Выстрел" − дислокация, г.Уфа;
- Высшие курсы усовершенствования политсостава РККА − дислокация, г.Белебей;
- Курсы усовершенствования политсостава Орловского военного округа − дислокация, г.Стерлитамак;
- Окружные курсы младших лейтенантов − дислокация, г.Благовещенск;
- Военно-авиационная школа первоначального обучения − дислокация, г.Уфа;
- Военно-поварская школа − дислокация, г.Уфа; Военно-фельдшерская школа − дислокация, г.Уфа;
- Военно-музыкальная школа − дислокация, г.Уфа.

См. также:
- 170-я стрелковая дивизия (1-го формирования)
- 112-я Башкирская кавалерийская дивизия (СССР)
- 113-я кавалерийская дивизия
- 76-я кавалерийская дивизия
- 1200-й стрелковый полк
- 1202-й стрелковый полк
- 1204-й стрелковый полк
- 1292-й Башкирский истребительно-противотанковый артиллерийский полк имени Салавата Юлаева
- 361-я стрелковая дивизия (1-го формирования)
- 1098-й пушечный артиллерийский полк
- 1097-й пушечный артиллерийский полк
- 587-й гаубичный артиллерийский полк
- 214-я стрелковая дивизия (2-го формирования)
- 219-я стрелковая дивизия (2-го формирования)
- 124-я стрелковая бригада

### Героизм на фронтах войны
Мобилизованные жители республики воевали на всех фронтах Великой Отечественной войны. Наиболее отличившиеся 200 тысяч воинов были награждены орденами и медалями. Из них звания Героя Советского Союза было удостоено 278 человек и 35 человек стали полными кавалерами ордена Славы.
Уже в первые дни войны уроженцы республики участвовали в обороне страны: в обороне Брестской крепости приняли участие Р. Исмагилов, Е. Матвиенко, М. Закиров.
Александр Матросов, Миннигали Губайдуллин и Григорий Овчинников своим телом закрыли вражескую амбразуру и посмертно были удостоены звания Героя Советского Союза.
В январе 1943 года во время Сталинградской битвы в составе 44-й стрелковой дивизий совершили бессмертный подвиг Зубай Утягулов и Тимирай Кубакаев. В боях за Днепр отличился Валентин Паширов, под командованием которого танковый взвод уничтожил 10 огневых точек, до роты солдат противника. Артиллерист Степан Овчаров в одиночку подбил четыре танка противника, а Георгий Ветошников отличился при переправе солдат через Днепр.
Дважды Героем Советского Союза стал Муса Гареев — совершив всего около 250 боевых вылетов, он особо отличился в боях во время Восточно-Прусской наступательной операциях.
Среди захвативших в апреле 1945 года рейхстаг и водрузивших Красное знамя на его купол был и уроженец республики Газий Загитов. При штурме Берлина также отличились лётчики Г. Мушников, Н. Дегтярь; артиллеристы В. Тарасенко, А. Калганов, Г. Аскин, И. Ромашкин, пулемётчик И. Трушков, разведчик Г. Саитов.
Уроженцы Башкирии также участвовали в партизанских движениях. В отрядах украинских партизан воевали Б. Фатхинуров, П. Ершов, С. Хабиров. Уроженец г. Уфы И. Александров организовал партизанский отряд в Белоруссии. Ещё одним организатором партизанского движения, но уже в Чехословакии являлся Даян Мурзин. Во Французском Сопротивлении отличились М. Шагиев, А. Гришанин, Ф. Рыбаков, Г. Чернов, В. Елистратов, а А. Коляскин два года воевал вместе с итальянскими партизанами. Майор Б. Г. Назиров являлся одним из организаторов подпольной группы, организовавший восстание в концлагере Бухенвальд.

## Экономика
24 июня 1941 года Башкирский обком ВКП(б) принял постановление о перестройке работы предприятий и учреждений на военный лад, готовности к развертыванию госпиталей, об итогах первых дней мобилизации, увеличении выпуска авиационного бензина на Уфимском нефтеперерабатывающем заводе.
1 июля 1941 года Башкирский обком ВКП(б) отправил горкомам и райкомам партии директивное письмо о перестройке работы предприятий и учреждений республики на военный лад. На заводах осваивался выпуск мин, снарядов, гранат, авиабомб и другой военной продукции. На Уфимском паровозоремонтном заводе начали выпускать бронеплощадки и бронепоезда, на нефтеперерабатывающих заводах — высокооктановые сорта бензина, автола, керосина и др., на Белорецком сталепроволочном заводе — авиационные тросы, пружины и др., Тирлянский металлопрокатный завод — высококачественные стальные листы и т. п.
В целом экономика Башкирской АССР в годы войны функционировала как тыловой регион СССР. За годы войны в Башкирскую АССР были эвакуированы около 200 предприятий, две Академии Вооружённых сил страны — Высшая Академия Генерального штаба имени К. Е. Ворошилова (в Уфу) и Военно-политическая Академия имени Ленина (в Белебей). Наркомавиапром в 1941 году перебазировал в Уфу заводы № 234, 451, 161, 43, 85, 264. В Уфе находился Исполком Коммунистического Интернационала. С 1943 года из Уфы велись радиопередачи на 18 европейских языках.
Широко развернулось изыскание и использование местного топлива (природного газа, торфа, бурого угля). К второй половине 1942 года потребление природного газа в республике выросло по сравнению с довоенным периодом в 46 раз. К открытым до войны месторождениям нефти, в 1943 году добавилось Кинзебулатовское месторождение. Башкирская нефть (Ишимбайский нефтеперерабатывающий завод, Уфимский нефтеперерабатывающий завод) обеспечивала топливом вооружённые силы страны. Всего в годы Второй мировой войны в Башкирской АССР было добыто более 8 млн 400 тыс. тонн нефти. Месторождения бокситов дали несколько десятков тонн сырья для алюминиевой и металлургической промышленности. Наличие в республике сырья для чёрной и цветной металлургии, машиностроительной и нефтеперерабатывающей промышленности в виде запасов руд, сырья, твердого и жидкого топлива позволяло ускоренными темпами вводить в эксплуатацию эвакуированные предприятия. Увеличился выпуск продукции деревообрабатывающей промышленности республики.
Вместе с предприятиями в республику прибывали эшелоны работки с семьями. Так только в Уфу было принято около 106 тысяч эвакуированных. Всего в республику было эвакуировано 247 тысяч человек. Эвакуированное население обеспечивались жильём, работой. Дети учились в школах, институтах.
Многие эвакуированные предприятия со своим оборудованием объединяли с местными в одно. Так Запорожский, Гомельский, Изюмский, Станиславский паровозоремонтные заводы работали на Уфимском ПРЗ. Верхневолжский моторный завод работал на территории Уфимского моторостроительного завода. Калужская спичечная фабрика работала на Уфимской спичечной фабрике. Микашевичский фанерный комбинат из Белорусской ССР был объединен с Черниковским комбинатом. Были объединены московские заводы «Электропровод» и «Металлорукав», Подольский «Винилпровод», Одесский «Электрошнур» и Харьковский электромеханический заводы. Электротехническая промышленность республики выпускала электрооборудование для танков и самолётов, приборы для военных кораблей, электроакустическую аппаратуру, аккумуляторные батареи и другие. К примеру, только один завод выпускал более 20 типов аппаратуры связи.
С участием эвакуированных моторных заводов, в том числе из г. Рыбинска в Уфе было создано авиационное моторостроение. Директором Уфимского объединённого моторостроительного завода в августе 1941 году был назначен В. П. Баландин.
В годы войны базе эвакуированного Рубежанского химического комбината в Башкирской АССР была создана химическая промышленность. В Уфе стали выпускать соляную кислоту, соду, хлор, хлорбензол. Был сдан в эксплуатацию завод натурального каучука. На основе эвакуированых в Уфу заводов «Красный треугольник» из г. Ленинграда и «Резинотехника» из г. Ярославля был создан Уфимский завод резинотехнических изделий. Завод выпускал для Военно-морского флота аэростаты заграждения, надувные десантные лодки, понтоны и водолазные костюмы.
За годы войны возникли новые предприятия лёгкой промышленности. В республике работало много фабрик по пошитию обмундирования и обуви для нужд Красной Армии и Военно-морского флота. А в Уфе находился вещевой склад Военно-морского флота № 200333. Сшитое в республике обмундирование скапливалось на складе и распределялась по флотам. К 1943 году производство продукции широкого потребления достигло 50 % всей продукции лёгкой промышленности.
В первые дни войны ушедших на фронт рабочих заменили ушедшие на пенсию ветераны труда, женщины и дети подросткового возраста. К примеру, в Белорецком металлургическом комбинате 60 % от общего числа рабочих составляли женщины, а в Миндякской золотодобывающей фабрике они составляли около 80 %.
В 1944 году выпуск валовой продукции промышленности по сравнению с 1940 годом увеличился почти в 3 раза. В годы войны ведущая роль в промышленности перешла к машиностроению, второе место заняли нефтедобыча и нефтепереработка, третье — металлургия и четвёртое — пищевая промышленность.
Население республики добровольно направляли средства в Фонд обороны, на строительство танковых колонн, авиаэскадрилий, орудий и другого вооружения. Уже к октябрю 1941 года в Фонд обороны из личных сбережений населения республики было направлено 70 миллионов рублей, большое количество золотых и серебряных украшений, сотни тысяч пудов хлеба и др. За 1941—1945 годы жители автономии приобрели на 1,3 миллиарда облигаций, на 239 миллиона рублей билетов денежно-вещевой лотереи.
В Государственном Банке СССР от организаций республики было открыто 25 счетов для перечисления средств на строительство авиаэскадрилий «Башкирский истребитель», «25 лет Башкирской АССР», «Комсомолец Башкирии», «Салават Юлаев», «Башкирский нефтяник», «Белорецкий металлург», танковых колонн «Учитель Башкирии» и других. Всего на производство вооружения и техники для Красной Армии и военно-морского флота рабочими из республики было направлено 255 миллионов рублей.
За 1941—1945 годы по республике было собрано свыше 83 тысяч пар валенок, 21 тысяч полушубков, более 29 тысяч ватных курток и брюк, 3 тысячи меховых жакетов, 35 тысяч шапок-ушанок и других тёплых вещей для бойцов и командиров Красной Армии. За 1941—1944 годы из республики на фронт было отправлено 362 вагона с подарками.
Для оказания помощи освобождённым районам СССР был образован республиканский комитет. Башкирская АССР взяла шефство над Ворошиловградской областью (ныне Луганская область) и Сталинградом. 13 сентября 1943 года из республики в Ворошиловград (Луганск) бы направлен первый эшелон с промышленным оборудованием и продуктами, к концу года было отправлено более 90 вагонов с оборудованием, техникой и материалами, 15 тысяч лошадей, 18 тысяч овец, 9 тысяч свиней, 7 тысяч голов крупного рогатого скота. Также большое количество стройматериалов, оборудования и т. п. было отправлено в Сталинград, Харьков и другие города.

### Сельское хозяйство
За годы войны в Башкирской АССР было произведено сельскохозяйственной продукции на 1479,5 миллионов рублей или 2,2 % производства в СССР. На фронт было отправлено 71 тысячу лошадей, 750 тракторов, продукты.
К 1943 году в связи с мобилизацией, число трудоспособных колхозников уменьшилось на 31 % или на 218 тысяч человек. На фронт были отправлены тысячи автомобилей, тракторов, лошадей.
В республике работали в основном колхозах и совхозах, занимаясь животноводством, овощеводством, выращивали хлеб, семенной материал. Для производства каучука выращивали кок-сагыз. В то же время уровень жизни башкирского крестьянства в был очень низким. За годы войны сельское население республики сократилось на 706,5 тыс. человек. Из села было мобилизовано 18 % трудоспособного населения. Продукты, получаемые колхозниками с приусадебных участков и от скота личного пользования, не обеспечивали самых минимальных потребностей семей. От недоедания увеличилось число больных дистрофией.
В 1942 году женская тракторная бригада Дюртюлинской МТС возглавляемая Ф. Кагармановой заняла второе место по итогам Всесоюзного соревнования.
Сельское хозяйство республики внесло свой вклад в дело победы. За свой труд в годы войны в республике было награждено орденами и медалями 300 колхозников.

## Культура

### Наука и образование
В годы Великой Отечественной войны в Башкирию были эвакуированы научные учреждения, включая Академию наук УССР с 18 научными институтами, Союзы композиторов, художников, писателей, архитекторов Украины, мемориальные музеи Т. Г. Шевченко, М. Коцюбинского. В республику были перевезены редкие книги XVI—XVIII веков, рукописи классиков украинской литературы Н. Гоголя, И. Франко, Л. Украинки, библиотека Софийского собора. В Уфе жили П. Тычина, М. Рыльский, В. Сосюра, Ю. Яновский, П. Панч, И. Кочерга, Н. Рыбак и др.
В Башкирию были эвакуированы Днепропетровский музыкально-драматический театр, Киевский театр оперы и балета, Киевский театр музыкальной комедии, Киевский драматический театр, Мелитопольский театр музыкальной драмы, Николаевский кукольный театр.
Всего в республике было размещено 17 военно-учебных заведений. Эвакуированные и местные учебные и научные заведения продолжали работу в республике.
Ученые — медики республики разрабатывали препараты для лечения раненых. 5 июня Наркомат здравоохранения РСФСР издал приказ о массовом
производстве антиретикулярной цитотоксической сыворотки в Уфимском институте эпидемиологии и микробиологии имени И. И. Мечникова.
В годы войны многие здания школ и вузов были заняты под военные нужды. Тысячи школьников старших классов работали на заводах, участвовали в уборке урожая, заготовке топлива и др.
С 1941 года по 1945 год в Башкирской АССР число детских домов увеличилось с 28 до 130, а контингент детей в них от 4000 до 16300 человек.